# Сто днів
Сто днів — час другого правління імператора Наполеона I у Франції (20 березня — 22 червня 1815 р.) після його втечі з острова Ельба.

## Передумови
Після того як на початку 1814 року Росія, Австрія, Пруссія та Англія не змогли домовитися з Наполеоном, вони підписали так званий Четверний трактат, який містив попередні домовленостями щодо мирного врегулювання відносин з Францією. Кордони Франції визначалися на дореволюційний період, мала відбутися реставрація у Франції королівської династії Бурбонів.
Армії коаліції ввійшли у Францію та в березні були в Парижі. Наполеон, після зречення престолу у Фонтенбло, наприкінці квітня перебрався на острів Ельба. Цей острів був наданий йому як князівство, з ним була почесна варта з 800 осіб.
Сформований у Парижі Тимчасовий уряд на чолі з Шарлем Талейраном підписав мирний договір з державами коаліції. На початку травня до столиці Франції повернувся Людовік XVIII, проголошений Сенатом новим королем. Разом з Бурбонами до Франції повернулися дворяни, які емігрували під час революції. Вони стали вимагати повернення конфіскованих під час революції маєтків та земель, відновлення дореволюційних порядків і феодальних повинностей. Їхня поведінка дратували народ і армію, які вже звикли до нових умов життя у Франції. Духівництво відкрито засуджувало велику буржуазію, яка в роки революції стала власником земель церкви та емігрантів. Було звільнено більше ніж 20 000 офіцерів армії Наполеона та значна частина чиновників.
На Віденському конгресі, який розпочав роботу у вересні 1814 року, держави-переможниці мали вирішити долю Франції. Переговори відбувалися у суперечках, думка народу Франції не враховувалася. Наполеон, який уважно спостерігав за подіями у Франції та Європі, вирішив використати це для свого реваншу.

## Похід на Париж
1 березня 1815 року Наполеон разом з близько 1 тисячею солдатів старої гвардії, які були залишені йому у засланні як почесна варта, висадився на півдні Франції. З цим військом він вирушив на Париж. Уряд Франції висилав проти нього війська, але вони переходили на бік Наполеона. 13 березня Наполеон видав декрет про відновлення Імперії. Людовик XVIII втік до Бельгії. 20 березня Наполеон вступив до Парижа і відновив свій престол.

## Битви з антифранцузькою коаліцією
Проти наполеонівської імперії виступила антифранцузька коаліція за участю багатьох європейських країн. Після ряду битв цієї кампанії, що пройшли із змінним успіхом (Катр-Бра, Лін'ї, Вавр) армія Наполеона була остаточно розгромлена в битві при Ватерлоо 18 червня 1815 року.
22 червня 1815 року Наполеон повторно відрікся від престолу. Надалі Наполеон вже більше не правив Францією.